# David Littmann
David Littmann (ur. 28 lipca 1906 w Chelsea, zm. 1981) – amerykański lekarz kardiolog niemieckiego pochodzenia, profesor Harvard Medical School, wynalazca – opracował i opatentował unowocześniony model stetoskopu.

## Życiorys
Urodził się w 1906 roku w Chelsea. Ukończył Tufts College Pre-Medical School (1926) i Tufts University, otrzymując tytuł doktora medycyny w 1929 roku. Odbył staż w Boston City Hospital (1929–1931). Następnie praktykował w Harrisburg Hospital i Veteran Admistration Hospital, West Roxbury. Specjalizował się w kardiologii. Był członkiem American Association for the Advancement of Science.

## Stetoskop Littmann
W 1961 na łamach listopadowego numeru Journal of the American Medical Association opisał idealny jego zdaniem stetoskop. Urządzenie miało zawierać otwartą głowicę celem wzmocnienia słyszalności dźwięków o niskich częstotliwościach, zamkniętą głowicę ze sztywną membraną z tworzywa sztucznego celem filtracji niskich dźwięków, wzmocnioną rurkę z jednym otworem światła, dysponować możliwie najkrótszą długością całkowitą oraz sprężynką umożliwiającą utrzymanie zbilansowanego napięcia pomiędzy obiema słuchawkami. Powinno być także lekkie i wygodne do przenoszenia i użytkowania. 
W 1963 opatentował nowy stetoskop dysponujący znacznie lepszą akustyką, a co za tym idzie dużo lepszymi możliwościami osłuchowymi. Wspólnie z partnerem biznesowym Gusem Machlupem założył spółkę Cardiosonics Inc., która zajmowała się sprzedażą rewolucyjnych stetoskopów. Dostępne były wówczas dwa modele – stetoskop lekarski i pielęgniarski. Kilka lat później, 1 kwietnia 1967, przedsiębiorstwo Cardiosonics Inc. zostało kupione przez amerykański koncern 3M, jednocześnie zatrudniło Davida Littmanna na stanowisku konsultanta.